# Benzen Dewara
Benzen Dewara, C6H6 – organiczny związek chemiczny z grupy olefin, nietrwały bicykliczny dien, nienasycony izomer benzenu, o budowie zaproponowanej w 1867 roku przez Jamesa Dewara jako jedna z 7 możliwych struktur dla benzenu. W temperaturze pokojowej jego czas połowicznego rozpadu wynosi 2 dni.
Otrzymany jako pochodna tert-butylowa w 1962 roku, a jako związek niepodstawiony w 1963 roku przez fotolizę cis-1,2-dihydro pochodnej bezwodnika ftalowego i utlenienie produktu fotolizy za pomocą tetraoctanu ołowiu.